# Hagakure
Hagakure (jap. 葉隠 ukryte pod liśćmi, ukryte wśród liści) – praktyczny i duchowy przewodnik dla wojownika, składający się z przemyśleń samuraja Tsunetomo Yamamoto (1659–1719), byłego wasala daimyō Mitsushige Nabeshimy. Zostały one spisane na podstawie rozmów z lat 1710–1717 pomiędzy Yamamoto a młodym samurajem Tashiro Tsuramoto, ale po raz pierwszy opublikowano je wiele lat później.
Rękopis był ukrywany w rodzie Nabeshima przez ponad 150 lat. Został ujawniony dopiero po roku 1868. 

## Zawartość
Książka jest zapisem spojrzenia Tsunetomo (lub Jōchō) na kodeks bushidō, a jej głównym tematem jest poszukiwanie odpowiedzi na pytanie, jakie jest prawdziwe znaczenie Drogi Samuraja. Najważniejsza jest, zdaniem Tsunetomo, gotowość na śmierć w każdej chwili życia i podporządkowanie się woli swojego pana. Tsunetomo podkreśla też zachowanie równowagi bez względu na sytuację, na bazie której można osiągnąć umiejętność podejmowania szybkich i właściwych decyzji, przede wszystkim dzięki uwolnieniu się od lęku przed śmiercią.

## Kontekst historyczny
Po śmierci swojego mistrza Yamamoto zgodnie z buddyjskim zwyczajem ogolił głowę i jako buddyjski kapłan osiadł w małej pustelni. Zamierzał popełnić rytualne samobójstwo, tzw. junshi (popełnienie samobójstwa po śmierci pana, podążenie za nim do grobu), ale na mocy edyktu siogunatu Tokugawa praktyka ta została zakazana.
Przemyślenia Yamamoto dotyczą w znacznej mierze podtrzymania gotowości bojowej oraz właściwego nastawienia w czasach pokoju. Dostrzegał problem osłabienia hartu ducha wśród członków tej klasy społecznej, która z wojowników zaczęła przeobrażać się w urzędników. Z tego względu w Hagakure autor często odwołuje się do przykładów z „dawnych czasów”.
Począwszy od lat 30. XX wieku książka zaczęła zdobywać uznanie jako jedno z najwybitniejszych dzieł prezentujących myśl bushidō.
W swojej książce pt. The Way of the Samurai: Yukio Mishima on Hagakure in Modern Life, pisarz japoński Yukio Mishima (1925–1970) porównał zawarte w niej myśli do własnych, które były bardzo zbliżone, w kontekście współczesnej mu Japonii. 
Książka Yamamoto w przekładzie z języka japońskiego ukazała się w języku polskim w 2012 roku pt. Hagakure. Ukryte w listowiu.
Książka odgrywa ważną rolę w filmie Ghost Dog: Droga samuraja w reżyserii Jima Jarmuscha z 1999.